# Linux标准规范

Linux Standard Base

Linux标准规范（英語：Linux Standard Base，縮寫為LSB）是一個在Linux基金會組織結構下由多個Linux發行版聯合參與的項目，其目標是使Linux內核符合軟件系統架構（包括文件系统层次结构标准）。LSB基於POSIX，統一UNIX規範和其他一些開放標準，並在某些方面做了擴展。
The goal of the LSB is to develop and promote a set of open standards that will increase compatibility among Linux distributions and enable software applications to run on any compliant system even in binary form. In addition, the LSB will help coordinate efforts to recruit software vendors to port and write products for Linux Operating System.
The LSB compliance may be certified for a product by a certification procedure.
LSB規範的例子：標準函式庫，一系列的命令和工具以擴大POSIX的標準，文件系統架構的layout，運行級別，打印系統，假脱机如CUPS及幾個X Window系统的擴展。

## 發佈歷史
- 1.0：首發於2001年6月。
- 1.1：發佈於2002年1月。新增硬件特殊规定（IA32）。
- 1.2：發佈2002年6月。新增硬件特殊规定（PowerPC 32-bit）。2002年7月開始認證。
- 1.2.1：發佈於2002年10月。新增Itanium。
- 1.3：發佈於2002年12月。新增硬件特殊规定（Itanium、Enterprise System Architecture/390、z/Architecture）。
- 2.0：發佈於2004年9月。LSB被模块化为LSB-Core、LSB-CXX、LSB-Graphics、LSB-I18n（沒有發佈）。新增硬件特殊规定（PowerPC 64-bit、AMD64）。LSB同步单一UNIX规范（SUS）版本3。
- 2.0.1：LSB 2.0的ISO版本, 其中包括所有硬件架构（除了LSB-Graphics，其中只有一個通用的版本可用）。
- 2.1：發佈於2004年。
- 3.0：發佈於2005年7月1日。其它函式庫的變化，C++ API变更为gcc 3.4所用的版本。核心規格更新至ISO POSIX（2003）, 技术更正1: 2005。
- 3.1：發佈於2005年10月31日。這個版本提交為ISO/IEC 23360。
- 3.2：發佈於2008年1月28日。這個版本提交為ISO/IEC 23360。
- 4.0：發佈於2008年11月11日。這個版本有以下的改變：
  - glibc 2.4。
  - 二進制兼容LSB 3.x。
  - 更容易使用SDK。
  - 支援新版本的GTK及Cairo圖形函式庫。
  - Java（可選組件）。
  - 建立符合LSB兼容的RPM包的更簡單方法。
  - 加密API的可选模块（通過网络安全服务库）。
- 4.1: 發佈於2011年2月16日。
  - 移除Java[2][3]
  - 来自LSB 4.0的“试用模块”，涵盖多媒体（ALSA）、安全（NSS）和桌面杂项（xdg-utils）已经被提升为要求的子模块。
  - 更新的GTK+、Cairo和CUPS库。
  - 增加了3个新的测试套件。
- 5.0：发行于2015年6月2日，这个版本已经被提交为ISO/IEC 23360:2021。
  - GNU C库版本2.10（用于psiginfo）。
  - 打破后向兼容于早期版本的第一个主要发行（兼容于LSB 3.0，大部份兼容于LSB 3.1和后来版本，具有一些例外[4]）。
  - 合并入FHS 3.0所做变更。
  - 移除了Qt 3库。
  - 进化的模块策略；LSB被模块化为LSB核心、LSB桌面、LSB语言、LSB成像和LSB试用。

## 引用
1. ↑  .   [2010-04-26]. （原始内容存档于2009-07-15）.
2. ↑  djwm. . 10 March 2011  [2012-12-27]. （原始内容存档于2013-12-07）.
3. ↑  黑日白月. . 2011-03-11  [2012-12-27]. （原始内容存档于2013-01-22）.
4. ↑  . linuxfoundation.org.   [3 June 2015]. （原始内容存档于2017-07-08）.